# Parlamentswahl in der Republik Moldau Juli 2009
- PCRM: 48
- PDM: 13
- AMN: 7
- PL: 15
- PLDM: 18

Die Parlamentswahl in der Republik Moldau Juli 2009 fand am 29. Juli 2009 statt. Es war die zweite Parlamentswahl in Moldau im Jahr 2009 nach der Wahl am 5. April.

## Vorgeschichte

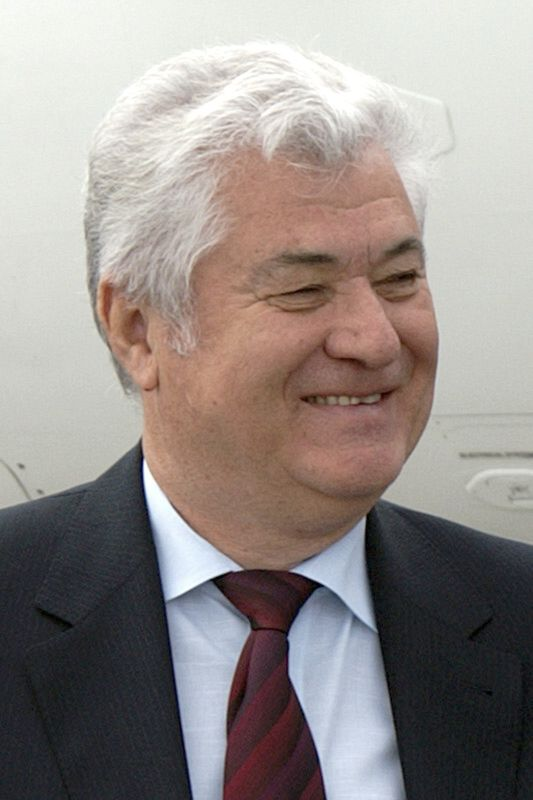
Staats- und Parlamentspräsident Vladimir Voronin (PCRM)

Nach den Wahlen vom 5. April 2009 konnte kein Präsidentschaftskandidat im moldauischen Parlament die nötige Drei-Fünftel-Mehrheit auf sich vereinen. Gemäß der moldauischen Verfassung war Amtsinhaber Vladimir Voronin somit gezwungen, das Parlament aufzulösen und Neuwahlen anzusetzen. Die Oppositionsparteien hatten den regierenden Kommunisten Wahlfälschung vorgeworfen und die Wahl des neuen Staatsoberhauptes im Parlament boykottiert.

## Änderungen des Wahlgesetzes
Im Vorfeld der Wahl wurde mit den Stimmen der Kommunistischen Partei das Wahlgesetz geändert. Parlamentswahlen sind nunmehr bereits gültig, wenn mindestens ein Drittel der Wahlberechtigten ihre Stimme abgeben. Bislang war eine Beteiligung von 50 % nötig gewesen. Außerdem wurde die Sperrklausel von sechs auf fünf Prozent gesenkt.

## Stimmung im Vorfeld

### Rolle der Unruhen
Moldauische Politologen gingen im Vorfeld davon aus, dass die Bewertung der Unruhen und des Verhaltens der Opposition nach den Wahlen im April großen Einfluss auf die Wahlentscheidung der Bevölkerung haben könnte. Einer Umfrage von Anfang Juli 2009 zufolge glaubte knapp die Hälfte der Moldauer, dass die regierenden Kommunisten oder der amtierende Präsident Voronin von den Unruhen profitiert hätten, nur etwa 13 Prozent der Befragten meinten, die Situation habe den Oppositionsparteien genützt. In derselben Umfrage sprachen sich über 70 Prozent für einen EU-Beitritt der Republik Moldau aus, einen NATO-Beitritt unterstützten nur 25 Prozent.

### Vorwürfe gegen die Opposition
Der Wahlkampf war von dem Gegensatz zwischen den um den Machterhalt kämpfenden Kommunisten und den Oppositionsparteien geprägt. Die moskautreue kommunistische Regierung warf den Oppositionsparteien vor, die Eigenstaatlichkeit Moldaus aufgeben zu wollen (damit wurde am häufigsten Vereinigungswünsche mit Rumänien vorgeworfen) und einen „Putsch“ zu planen. Ferner beschuldigten die Kommunisten Rumänien, die Unruhen finanziert und geplant zu haben, und führte seit dem 7. April 2009 die Visumspflicht für einreisende rumänische Staatsangehörige. Am 22. Juli 2009 gab der moldauische Generalstaatsanwalt Valeriu Gurbulea zu, dass es keine Einmischung Rumäniens gegeben hat, doch die kommunistische Regierung weigerte trotzdem die Visumspflicht für rumänische Einreisende aufzuheben und der amtierende Präsident Vladimir Voronin begründete diese Haltung mit der Tatsache, dass es in Rumänien ohnehin eine Visumspflicht für moldauische Staatsangehörige gibt (eine Visumspflicht besteht für die Einreise moldauischer Staatsbürger in allen EU-Staaten, doch die moldauische Regierung verlangt nur von den Staatsangehörigen des westlichen Nachbarlandes ein Visum).
Die Kommunistische Partei ist ein großer Gegner der Vereinigung mit Rumänien und bezeichnet sich als einziger Garant der moldauischen Unabhängigkeit, um die es bei dieser Wahl ginge.

### Außenpolitische Ausrichtung bestimmte Wahlkampf
Obwohl sich die Kommunisten in der Vergangenheit ebenfalls für eine Annäherung an die Europäische Union ausgesprochen hatten, wurden sie im Wahlkampf mit einer engeren Bindung an Russland in Verbindung gebracht, während die Oppositionsparteien für einen klaren Westkurs standen. In den letzten Wochen vor der Wahl rückten sie denn auch mehr an die Seite Russlands, das der kommunistischen Regierung Finanzhilfen in Höhe von 500 Millionen US-Dollar zusagte.

### Demoskopen erwarteten knappen Wahlausgang
Die Umfrage Barometrul de Opinie Publică, die am 20. Juli veröffentlicht wurde, zeigte leichte Verluste für die regierenden Kommunisten, die demnach mit knapp über 50 Parlamentssitzen aber stärkste Kraft mit einer absoluten Parlamentsmehrheit bleiben würden. Innerhalb der Opposition, die knapp die Hälfte der Sitze erreichen würde, würde die bisher im Parlament vertretene Alianța Moldova Noastră an der Sperrklausel scheitern. Die Partidul Democrat din Moldova zöge demnach als neue Kraft ins Parlament ein. Demoskopen hielten auch eine knappe Stimmenmehrheit der Opposition für möglich.

### Seitenwechsel des Parlamentspräsidenten
Überraschend erklärte das hochrangige Mitglied der kommunistischen Partei, Marian Lupu, im Juli seinen Parteiaustritt und wechselte in die Reihen der Opposition. Kurze Zeit später wurde der ehemalige Parlamentspräsident zum neuen Vorsitzenden der Partidul Democrat din Moldova gewählt.

## Antretende Listen
| Nr. | Liste | Liste                                                                                            | Ausrichtung         | Spitzenkandidaten                         |
| --- | ----- | ------------------------------------------------------------------------------------------------ | ------------------- | ----------------------------------------- |
| 1   |       | Partidul Comuniștilor din Republica Moldova (PCRM) Kommunistische Partei der Republik Moldau     | kommunistisch       | 1. Vladimir Voronin 2. Zinaida Greceanîi  |
| 2   |       | Partidul Popular Creștin Democrat (PPCD) Christlich-Demokratische Volkspartei                    | christdemokratisch  | 1. Ghenadie Vaculovschi 2. Victor Ciobanu |
| 3   |       | Alianța Moldova Noastră (AMN) Allianz „Unser Moldau“                                             | sozialliberal       | 1. Serafim Urechean 2. Veaceslav Untilă   |
| 4   |       | Partidul Liberal (PL) Liberale Partei                                                            | Mitte-rechts        | 1. Dorin Chirtoacă 2. Mihai Ghimpu        |
| 5   |       | Partidul Liberal Democrat din Moldova (PLDM) Liberaldemokratische Partei Moldaus                 | liberal-konservativ | 1. Vlad Filat 2. Alexandru Tănase         |
| 6   |       | Partidul Democrat din Moldova (PDM) Demokratische Partei Moldaus                                 | Mitte-links         | 1. Marian Lupu 2. Valeriu Lazar           |
| 7   |       | Partidul Social Democrat (PSD) Sozialdemokratische Partei                                        | sozialdemokratisch  | 1. Dumitru Braghiș 2. Vasile Tarlev       |
| 8   |       | Partidul Ecologist Alianța Verde din Moldova (PEMAVE) Ökologische Partei „Grüne Allianz“ Moldaus | grün                | 1. Vladimir Braga 2. Ion Sîrbu            |

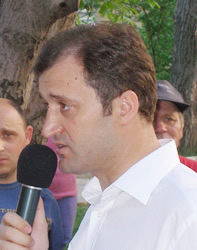
Vlad Filat (PLDM)

Die bereits zugelassenen Listen Partidul Național Liberal (deutsch Nationalliberale Partei) und Mișcarea social-politică “Acțiunea Europeană” (Sozial-politische Bewegung „Europäische Aktion“) erklärten eine Woche vor der Wahl ihren Verzicht auf die Teilnahme.
(Stand: 22. Juli 2009)

## Ablauf von Wahl und Stimmenauszählung
Die Wahllokale öffneten um 7.00 Uhr OESZ (6.00 Uhr MESZ) und schlossen um 21.00 Uhr OESZ (20.00 Uhr MESZ). Die Zahl der Wahlberechtigten betrug ca. 2,6 Millionen. Insgesamt 3.000 ausländische Wahlbeobachter überwachten den Wahlgang. Im Vorfeld gab es einen Konflikt um elf georgische Wahlbeobachter, denen die Einreise verweigert wurde. Die Behörden erklärten, die Georgier seien „gefährlich“ für Moldau. Die moldauische Regierung fürchtete offenbar eine unerwünschte Beeinflussung der innenpolitischen Lage durch Georgien, das unter Präsident Saakaschwili als dezidiert westlich orientiert und antirussisch gilt.
Die Wahlbeobachter der Organisation für Sicherheit und Zusammenarbeit in Europa (OSZE) erklärten am 30. Juli, die Wahlen hätten internationalen Standards entsprochen und seien gut organisiert gewesen. Kritik wurde an den Medien geübt, die durch ihr subjektives Engagement die Polarisierung der Gesellschaft im Vorfeld der Wahl angetrieben hätten. Zuvor hatten bereits die von der Gemeinschaft Unabhängiger Staaten entsandten Beobachter erklärt, sie hätten keine Unregelmäßigkeiten feststellen können.
Während die meisten Oppositionsparteien – im Gegensatz zur Wahl im April 2009 – das Ergebnis akzeptierten, sprach die christdemokratische PPCD von zahlreichen Unregelmäßigkeiten und forderte eine Neuauszählung der Stimmen. Dies wurde jedoch vom moldauischen Verfassungsgericht am 4. August abgelehnt.

## Wahlergebnis

Wahlergebnis nach Regionen. Blau: Regionen mit Stimmenmehrheit der vier größten Oppositionsparteien, Rot: Stimmenmehrheit der Kommunisten

### Prognose
Eine von mehreren politikwissenschaftlichen und demoskopischen Instituten gemeinsam durchgeführte Nachwahlbefragung erbrachte folgende Prognose:
| Partei                 | Partei                                           | Stimmen (%) | Sitze |
| ---------------------- | ------------------------------------------------ | ----------- | ----- |
|                        | Kommunistische Partei der Republik Moldau (PCRM) | 40,5        | 43    |
|                        | Liberaldemokratische Partei Moldaus (PLDM)       | 17,6        | 19    |
|                        | Liberale Partei (PL)                             | 16,5        | 18    |
|                        | Demokratische Partei Moldaus (PDM)               | 12,8        | 13    |
|                        | Allianz „Unser Moldau“ (AMN)                     | 8,0         | 8     |
|                        | Sonstige                                         | 4,6         | —     |
| Quelle: e-democracy.md |                                                  |             |       |

### Amtliches Endergebnis
| Partei             | Partei                                              | Stimmen   | Stimmen | Stimmen | Sitze  | Sitze |
| Partei             | Partei                                              | Anzahl    | %       | +/−     | Anzahl | +/−   |
| ------------------ | --------------------------------------------------- | --------- | ------- | ------- | ------ | ----- |
|                    | Kommunistische Partei der Republik Moldau (PCRM)    | 706.732   | 44,69   | −4,79   | 48     | −12   |
|                    | Liberaldemokratische Partei Moldaus (PLDM)          | 262.028   | 16,57   | +4,14   | 18     | +3    |
|                    | Liberale Partei (PL)                                | 232.108   | 14,68   | +1,55   | 15     | —     |
|                    | Demokratische Partei Moldaus (PDM)                  | 198.268   | 12,54   | +9,57   | 13     | +13   |
|                    | Allianz „Unser Moldau“ (AMN)                        | 116.194   | 7,35    | −2,42   | 7      | −4    |
|                    | Christlich-Demokratische Volkspartei (PPCD)         | 30.236    | 1,91    | −1,13   | —      | —     |
|                    | Sozialdemokratische Partei (PSD)                    | 29.434    | 1,86    | −1,84   | —      | —     |
|                    | Ökologische Partei „Grüne Allianz“ Moldaus (PEMAVE) | 6.517     | 0,41    | +0,41   | —      | —     |
|                    | Gesamt                                              | 1.581.517 | 100,00  |         | 101    |       |
| Wahlberechtigte    | Wahlberechtigte                                     | 2.708.381 |         |         |        |       |
| Wahlbeteiligung    | Wahlbeteiligung                                     | 58,77 %   |         |         |        |       |
| Abgegebene Stimmen | Abgegebene Stimmen                                  | 1.591.757 |         |         |        |       |
| Ungültige Stimmen  | Ungültige Stimmen                                   | 10.240    |         |         |        |       |
| Quelle:            |                                                     |           |         |         |        |       |

Infolge der deutlichen Verluste der PCRM und des Einzugs der PDM ins neue Parlament verfügt die bisherige Opposition über die Mehrheit der Sitze. Es wird angenommen, dass die PDM mit der Aufnahme des ehemaligen Parlamentspräsidenten Marian Lupu viele Stimmen ehemaliger, eher westlich orientierter Wähler der PCRM hinzugewonnen hat.

### Gewählte Abgeordnete
| - Liste der PCRM 1. Vladimir Voronin 2. Zinaida Greceanîi 3. Vladimir Țurcan 4. Victor Mîndru 5. Mark Tkaciuk 6. Igor Dodon 7. Vladimir Vitiuc 8. Victor Stepaniuc 9. Eugenia Ostapciuc 10. Vladimir Eremciuc 11. Maria Postoiko 12. Ivan Calin 13. Galina Balmoș 14. Valentin Guznac 15. Analtolie Popușoi 16. Dmitrii Todoroglo 17. Grigore Petrenco 18. Vasilii Șova 19. Svetlana Rusu 20. Iurie Muntean 21. Igor Vremea 22. Veronica Abramciuc 23. Aliona Babiuc 24. Elena Bodnarenko 25. Vadim Mișin 26. Alla Mironic 27. Vasile Iovv 28. Svetlana Popa 29. Violeta Ivanov 30. Raisa Spinovschi 31. Anatolie Zagorodnîi 32. Anton Miron 33. Irina Vlah 34. Oleg Reidman 35. Oxana Radu 36. Zinaida Chistruga 37. Ludmila Belcencova 38. Ghenadie Morcov 39. Oxana Domenti 40. Ina Șupac 41. Iurie Stoicov 42. Ștefan Grigoriev 43. Eduard Mușuc 44. Petru Porcescu 45. Tatiana Botnariuc 46. Oleg Babenco 47. Natalia Vîsotina 48. Oleg Garizan | - Liste der PLDM 1. Vladimir Filat 2. Alexandru Tănase 3. Mihai Godea 4. Liliana Palihovici 5. Vitalie Nagacevschi 6. Iurie Țap 7. Vieru Călin 8. Ion Balan 9. Vladimir Hotineanu 10. Iurie Leancă 11. Valeriu Ghilețchi 12. Mihai Șleahtițchi 13. Angel Agache 14. Alexandru Cimbriciuc 15. Simion Furdui 16. Veceslav Ioniță 17. Valeriu Streleț 18. Ion Butmalai | - Liste der PL 1. Dorin Chirtoacă 2. Mihai Ghimpu 3. Anatolie Șalaru 4. Corina Fusu 5. Vadim Cojocaru 6. Anatolie Arhire 7. Gheorghe Brega 8. Vadim Vacarciuc 9. Oleg Bodrug 10. Ana Guțu 11. Ion Hadârcă 12. Valeriu Nemerenco 13. Ion Lupu 14. Mihail Moldovanu 15. Boris Vieru | - Liste der PDM 1. Marian Lupu 2. Valeriu Lazar 3. Igor Corman 4. Andrei Popov 5. Aurel Băieșu 6. Dumitru Diacov 7. Oleg Serebrian 8. Alexandru Stoianoglo 9. Marcel Răducan 10. Valeriu Guma 11. Anatolie Ghilaș 12. Valentina Buliga 13. Stella Jantuan | - Liste der AMN 1. Serafim Urechean 2. Veaceslav Untilă 3. Ion Plesca 4. Leonid Bujor 5. Vasile Balan 6. Iurie Colesnic 7. Veaceslav Platon |

## Regierungsbildung
Noch in der Wahlnacht erklärten die vier im neuen Parlament vertretenen, bisherigen Oppositionsparteien (PLDM, PL, PDM und AMN) ihre Absicht, gemeinsam eine Regierungskoalition zu bilden. Obwohl sie zusammen über die Mehrheit der Mandate verfügen, sind sie für das Erreichen der für die Wahl des neuen Staatspräsidenten nötigen Drei-Fünftel-Mehrheit auf Stimmen aus den Reihen der Kommunisten angewiesen.
Kommunistenchef Voronin hatte zuvor bereits erklärt, dass seine Partei grundsätzlich für eine Große Koalition aus möglichst vielen Parteien zur Verfügung stünde, um die politische Spaltung des Landes zu überwinden. Die Kommunisten bilden im neuen Parlament die einzige Fraktion, die für die Wahl eines neuen Präsidenten nicht entbehrlich ist. Nachdem klar wurde, dass die anderen Parteien konkrete Schritte zu einer Regierungsbildung ohne die Kommunisten unternahmen, erklärten diese ihre Bereitschaft zu einer „harten Opposition“. Voronin erklärte später jedoch, seine Partei sei bereit, sich mit den anderen Parteien über die Wahl des neuen Staatspräsidenten zu einigen. Im Gegenzug beanspruchen die Kommunisten den Posten des Parlamentspräsidenten für sich. Eine erneute Wahl Voronins in dieses Amt wollen die Parteien der neuen Koalition jedoch verhindern.
Am 8. August 2009 verkündeten die Parteivorsitzenden von PLDM, PL, PDM und AMN ihre Einigung auf eine Koalitionsregierung, die unter dem Motto „Für eine europäische Integration“ stehen werde. Als außenpolitische Hauptziele der geplanten Regierung wurden die Integration Moldaus in die Europäische Union, die Wiederherstellung guter Beziehungen zu den Nachbarländern Rumänien und Ukraine sowie eine „strategische Partnerschaft“ mit Russland angegeben. Ein Beitritt Moldaus zur NATO werde nicht angestrebt, jedoch solle die Zusammenarbeit mit dieser z. B. im Rahmen der Partnerschaft für den Frieden vertieft werden. Moldau solle seine in der Verfassung festgeschriebene Neutralität beibehalten. Innenpolitisch setzten sich die vier Parteien folgende Ziele: Wiederherstellung der Rechtsstaatlichkeit in Moldau, Überwindung der sozialen und wirtschaftlichen Krise und Erreichen wirtschaftlichen Wachstums, Dezentralisierung der staatlichen Machtstrukturen und Sicherstellung regionaler Autonomierechte sowie Wiederherstellung der territorialen Integrität Moldaus (Lösung der Transnistrienfrage). Personalfragen wurden bis zu diesem Zeitpunkt nicht erörtert. Die Parteien betonten jedoch ihren Willen zum Dialog mit den Kommunisten über die Wahl des Staatspräsidenten. Zeitungsberichten zufolge soll der DPM-Vorsitzende Marian Lupu als Präsidentschaftskandidat antreten. Lupu wechselte erst wenige Wochen zuvor von den Kommunisten zur DPM und könnte leichter als andere Oppositionspolitiker die Zustimmung kommunistischer Abgeordneter für sich gewinnen. Premierminister soll der PLDM-Vorsitzende Vlad Filat werden.
Für Aufmerksamkeit vor allem in Russland sorgte am 20. August eine Erklärung Vlad Filats, der erklärte, die angestrebte Regierungskoalition wolle in wenigen Jahren ein Referendum über einen Beitritt Moldaus zur NATO abhalten. Beobachter erwarten eine Verschlechterung der moldauisch-russischen Beziehungen für den Fall, dass Moldau einen NATO-Beitritt anstrebt. Moskau lehnt die NATO-Osterweiterung und vor allem die Integration ehemaliger Unionsrepubliken in das nordatlantische Verteidigungsbündnis entschieden ab.

## Konstituierende Sitzung und Wahl des Parlamentspräsidiums

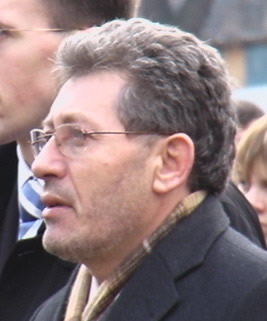
Der neu gewählte Parlamentspräsident Mihai Ghimpu (PL)

Als Datum für die konstituierende Sitzung des neuen Parlaments wurde zunächst der 28. August 2009 genannt, als möglicher Termin für die Wahl eines neuen Staatspräsidenten der 10. September. Am 28. August trat das neu gewählte Parlament erstmals zusammen. Dabei wurde ein scharfer Gegensatz zwischen den Kommunisten (PCRM) und den restlichen im Parlament vertretenen Parteien deutlich. So konnte man sich zunächst nicht auf eine Tagesordnung einigen. Die Kommunisten beantragten eine mehrtägige Unterbrechung der Sitzung. Der kommunistische Alterspräsident Ivan Calin erklärte daraufhin die Vertagung der Sitzung auf den 4. September. Die Abgeordneten der PCRM verließen so den Saal. Die übrigen Abgeordneten setzten jedoch die Sitzung fort und wählten den Parteichef der Partidul Liberal, Mihai Ghimpu, zum neuen Parlamentspräsidenten. Die Kommunisten protestierten scharf gegen das von ihnen als Rechtsbruch angesehene Vorgehen der übrigen Parteien. Der PCRM-Abgeordnete Vadim Mișin erklärte, ein Parlament, das seine Tätigkeit mit einem Bruch der Gesetze beginne, habe keine Zukunft außer der seines baldigen Scheiterns. Am 1. September 2009 beantragte die PCRM beim Verfassungsgericht eine Überprüfung der Wahl des Parlamentspräsidenten auf ihre Konformität mit der moldauischen Verfassung. Die Anfechtung der Wahl scheiterte am 8. September, da sich die Verfassungsrichter nicht auf eine Mehrheitsentscheidung einigen konnten. Drei Richter sahen die Wahl des Parlamentspräsidenten als verfassungswidrig an, ebenso drei Richter vertraten die gegenteilige Meinung. Mihai Ghimpu bleibt so im Amt. Die Kommunisten kündigten am 9. September an, einen von den anderen Parlamentsfraktionen vorgeschlagenen Präsidentschaftskandidaten nicht unterstützen zu wollen und stellten dies als direkte Konsequenz der Ereignisse der konstituierenden Parlamentssitzung dar.
Am 10. September trat das Parlament erneut zusammen. Gegen die Stimmen der Kommunisten wurde beschlossen die Zahl der Parlamentsvizepräsidenten von zwei auf vier zu erhöhen, sodass jede Fraktion zukünftig einen Vertreter ins Präsidium entsendet. Zum ersten Vizepräsidenten des moldauischen Parlaments wurde daraufhin der Vorsitzende der Alianța Moldova Noastră, Serafim Urechean gewählt, weitere Präsidiumsmitglieder wurden Iurie Țap (PLDM) und Marcel Răducan (PDM). Die Kommunisten verzichteten zunächst darauf einen Kandidaten für das Amt des vierten Vizepräsidenten vorzuschlagen.

## Scheitern der Wahl des Staatspräsidenten
Die politische Stimmung der konstituierenden Parlamentssitzung deutete bereits auf ein neuerliches Scheitern der Wahl des Staatspräsidenten durch das Parlament hin. Die moldauische Verfassung sieht in diesem Fall Neuwahlen des Parlaments vor. Auf einer Parlamentssitzung am 10. November scheiterte denn auch der Kandidat der Regierungskoalition, Marian Lupu, als Kandidat für das Amt des Staatsoberhauptes, da ihm die Abgeordneten der Kommunistischen Partei ihre Zustimmung verweigerten. Angesichts dessen bemühten sich die Regierungsparteien und maßgeblich Parlamentspräsident Mihai Ghimpu um eine Verfassungsänderung. Als mögliche Optionen wurden sowohl eine Änderung des Abstimmungsverfahrens bei der Wahl des Staatsoberhauptes im Parlament als auch die Rückkehr zu einer Direktwahl des Staatspräsidenten durch die wahlberechtigten Bürger genannt. Eine Entscheidung kam schließlich nicht zustande. Eine erneute Wahl des Parlaments wurde für Herbst 2010 angekündigt und fand schließlich am 28. November des Jahres statt.